# Premis Gaudí de 2021
La tretzena edició dels Premis Gaudí es va celebrar el diumenge 21 de març de 2021 a l'Auditori Fòrum del Centre de Convencions Internacional de Barcelona. Els films més premiats van ser La vampira de Barcelona, amb cinc guardons —entre els quals el de millor pel·lícula— d'entre 14 nominacions, i Las niñas, amb tres estàtues de les 13 a què optava.

## Palmarès i nominacions
La llista de nominacions la van fer pública els actors Aina Clotet i Sergi López el 28 de gener de 2021 en una lectura pública a La Pedrera.

### Gaudí d'Honor-Miquel Porter

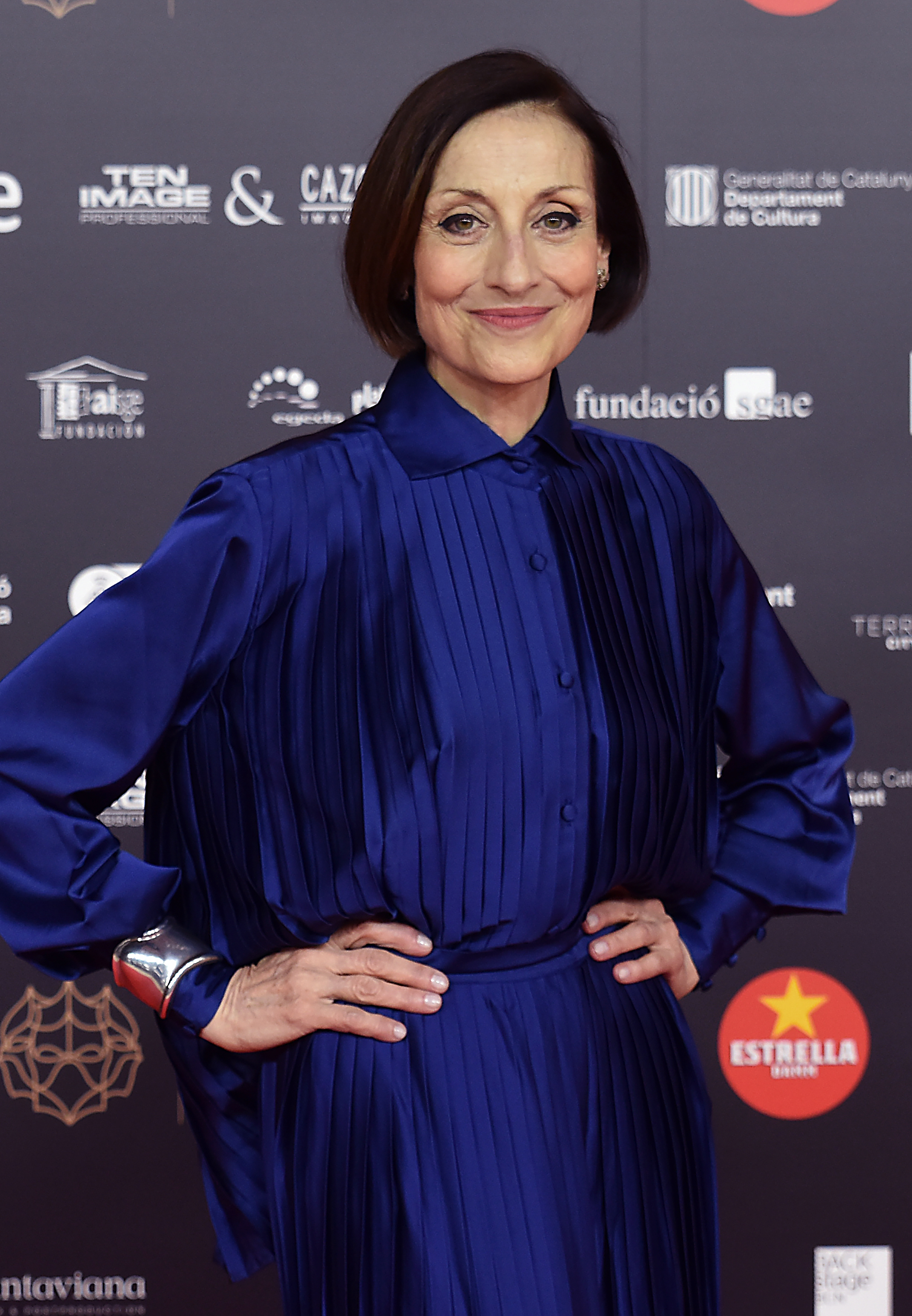
Carme Elias i Boada premi Gaudí d'Honor 2021

- Carme Elias i Boada premi Gaudí d'Honor 2021Carme Elias i Boada

### Millor pel·lícula
| Imatge               | Pel·lícula                  | Direcció    |
| -------------------- | --------------------------- | ----------- |
|                      | La vampira de Barcelona     | Lluís Danés |
| L'ofrena             | Ventura Durall              |             |
| La dona il·legal     | Ramon Térmens               |             |
| Les dues nits d'ahir | Pau Cruanyes i Gerard Vidal |             |

### Millor pel·lícula en llengua no catalana
| Cartell         | Pel·lícula     | Direcció       |
| --------------- | -------------- | -------------- |
|                 | Las niñas      | Pilar Palomero |
| Adú             | Salvador Calvo |                |
| La boda de Rosa | Icíar Bollaín  |                |
| Sentimental     | Cesc Gay       |                |

### Millor direcció
| Imatge        | Direcció                | Pel·lícula |
| ------------- | ----------------------- | ---------- |
|               | Pilar Palomero          | Las niñas  |
| Cesc Gay      | Sentimental             |            |
| Icíar Bollaín | La boda de Rosa         |            |
| Lluís Danés   | La vampira de Barcelona |            |

### Millor guió
| Imatge                      | Guionista            | Pel·lícula         |
| --------------------------- | -------------------- | ------------------ |
|                             | Nuria Giménez Lorang | My Mexican Bretzel |
| Cesc Gay                    | Sentimental          |                    |
| Icíar Bollaín i Alicia Luna | La boda de Rosa      |                    |
| Pilar Palomero              | Las niñas            |                    |

### Millor protagonista femenina
| Imatge        | Actriu                  | Pel·lícula      |
| ------------- | ----------------------- | --------------- |
|               | Candela Peña            | La boda de Rosa |
| Andrea Fandos | Las niñas               |                 |
| Anna Alarcón  | L'ofrena                |                 |
| Nora Navas    | La vampira de Barcelona |                 |

### Millor protagonista masculí
| Actor           | Pel·lícula     |
| --------------- | -------------- |
| Mario Casas     | No matarás     |
| Àlex Brendemühl | L'ofrena       |
| David Verdaguer | Uno para todos |
| Javier Cámara   | Sentimental    |

### Millor direcció de producció
| Direcció de producció      | Pel·lícula              |
| -------------------------- | ----------------------- |
| Luis Fernández i Ana Parra | Adú                     |
| David Masllorens i Silva   | La vampira de Barcelona |
| Ester Velasco              | No matarás              |
| Uriel Wisnia               | Las niñas               |

### Millor documental
| Pel·lícula                       | Direcció             |
| -------------------------------- | -------------------- |
| My Mexican Bretzel               | Nuria Giménez Lorang |
| ¿Puedes oírme?                   | Pedro Ballesteros    |
| La mami                          | Laura Herrero Garvin |
| The Mystery of the Pink Flamingo | Javier Polo          |

### Millor curtmetratge
| Cartell   | Curtmetratge             | Direcció               |
| --------- | ------------------------ | ---------------------- |
|           | Ni oblit ni perdó        | Jordi Boquet Claramunt |
| Candela   | Marc Riba i Anna Solanas |                        |
| Forastera | Lucía Aleñar Iglesias    |                        |
| Panteres  | Èrika Sánchez            |                        |
| Vera      | Laura Rubirola Sala      |                        |

### Millor pel·lícula per a televisió
| Cartell   | Pel·lícula               | Direcció              |
| --------- | ------------------------ | --------------------- |
|           | La mort de Guillem       | Carlos Marqués-Marcet |
| Èxode     | Román Parrado            |                       |
| El crèdit | Abel Folk i Joan Riedweg |                       |
| La fossa  | Agustí Vila              |                       |

### Millor pel·lícula d'animació
Deserta

### Millor direcció artística
| Imatge         | Direcció artística | Pel·lícula              |
| -------------- | ------------------ | ----------------------- |
|                | Lluís Danés        | La vampira de Barcelona |
| Anna Pujol     | Sentimental        |                         |
| Balter Gallart | No matarás         |                         |
| Monica Bernuy  | Las niñas          |                         |

### Millor muntatge
| Muntador                                   | Pel·lícula         |
| ------------------------------------------ | ------------------ |
| Cristóbal Fernández i Nuria Giménez Lorang | My Mexican Bretzel |
| Ana Pfaff                                  | La mami            |
| Bernat Aragonés                            | A Stormy Night     |
| Sofi Escudé                                | Las niñas          |

### Millor actriu secundària
| Cartell           | Actriu                  | Pel·lícula |
| ----------------- | ----------------------- | ---------- |
|                   | Verónica Echegui        | L'ofrena   |
| Bruna Cusí        | La vampira de Barcelona |            |
| Natalia de Molina | Las niñas               |            |
| Núria Prims       | La vampira de Barcelona |            |

### Millor actor secundari
| Actor                    | Pel·lícula              |
| ------------------------ | ----------------------- |
| Alberto San Juan         | Sentimental             |
| Abdel Aziz El Mountassir | La dona il·legal        |
| Francesc Orella          | La vampira de Barcelona |
| Ernesto Alterio          | T'estimo, imbècil       |

### Millor música original
| Compositor      | Pel·lícula              |
| --------------- | ----------------------- |
| Niño de Elche   | Niños como todos        |
| Alfred Tapscott | La vampira de Barcelona |
| Carlos Naya     | Las niñas               |
| Roque Baños     | Adú                     |

### Millor fotografia
| Imatge            | Direcció de fotografia  | Pel·lícula |
| ----------------- | ----------------------- | ---------- |
|                   | Daniela Cajías          | Las niñas  |
| Bet Rourich       | Uno para todos          |            |
| Josep Maria Civit | Baby                    |            |
| Josep Maria Civit | La vampira de Barcelona |            |

### Millor vestuari
| Imatge           | Candidat/es  | Pel·lícula              |
| ---------------- | ------------ | ----------------------- |
|                  | Mercè Paloma | La vampira de Barcelona |
| Anna Güell       | Sentimental  |                         |
| Arantxa Ezquerro | Las niñas    |                         |
| Patricia Monné   | Adú          |                         |

### Millor so
| Cartell                                       | Candidat/es                                            | Pel·lícula |
| --------------------------------------------- | ------------------------------------------------------ | ---------- |
|                                               | Amanda Villavieja, Alejandra Molina i Fernando Novillo | Las niñas  |
| Albert Gay, Irene Rausell i Yasmina Praderas  | Sentimental                                            |            |
| Daniela Fermín, Quique López i Carlos Jiménez | La vampira de Barcelona                                |            |
| Elena Coderch, Laura Tomás i Yasmina Praderas | No matarás                                             |            |

### Millors efectes visuals
| Cartell                          | Candidat/es                                     | Pel·lícula              |
| -------------------------------- | ----------------------------------------------- | ----------------------- |
|                                  | Lluís Rivera, Aleix Torrecillas i Anna Aragonès | La vampira de Barcelona |
| Esther Ballesteros i Luis Tinoco | No matarás                                      |                         |
| Lluís Rivera i Àlex Villagrasa   | Hogar                                           |                         |
| Raúl Romanillos i Míriam Piquer  | Adú                                             |                         |

### Millor maquillatge i perruqueria
| Cartell        | Maquillador/a               | Pel·lícula              |
| -------------- | --------------------------- | ----------------------- |
|                | Laura Pérez i Xavi Valverde | La vampira de Barcelona |
| Amparo Sánchez | La boda de Rosa             |                         |
| Carmen Arbues  | Las niñas                   |                         |
| Patricia Reyes | No matarás                  |                         |

### Millor pel·lícula europea
| Pel·lícula          | Direcció        |
| ------------------- | --------------- |
| Sorry we missed you | Ken Loach       |
| Little Joe          | Jessica Hausner |
| Longa noite         | Eloy Enciso     |
| Om det oändliga     | Roy Andersson   |